# The Wrong Mans – Falsche Zeit, falscher Ort
The Wrong Mans – Falsche Zeit, falscher Ort (Originaltitel: The Wrong Mans; absichtlich falsches Englisch für „Die falschen Männer“) ist eine britische Dramedy-Serie mit Mathew Baynton und James Corden in den Hauptrollen. Sie wurde von 2013 bis 2014 von der BBC in Zusammenarbeit mit dem US-amerikanischen Online-Videoportal Hulu produziert. In der Serie verfangen sich zwei mittelmäßige Angestellte, die für die Gemeindeverwaltung Bracknell arbeiten, plötzlich in einem unglaubwürdigen – aber schrecklich ernsten – Netz des Verbrechens, des Komplotts und der Korruption.
Im Vereinigten Königreich wurde die Serie ab dem 24. September 2013 bei BBC Two gezeigt. In den USA kann man sich die Serie seit dem 11. November 2013 online auf Hulu ansehen. In Deutschland erfolgte die Ausstrahlung der ersten sechs Folgen am 2. April 2015 auf Arte.

## Handlung
Auf dem Weg zur Arbeit wird Sam Pinkett unmittelbar Zeuge, wie sich ein PKW mit überhöhter Geschwindigkeit auf der Landstraße überschlägt. Sam verständigt Polizei und Rettungsdienst, die den schwer verletzten Fahrer ins Krankenhaus bringen. Nachdem Sam allein auf der Landstraße zurückbleibt, hört er das Klingeln eines Handys, von dem er vermutet, dass es dem Unglücksfahrer gehört. Als er das Gespräch annimmt, droht der Anrufer, die Frau des Handy-Besitzers umzubringen, wenn er nicht umgehend sein Geld bekommen würde. Verwirrt begibt sich Sam zunächst an seine Arbeitsstelle, doch lässt ihm der Anruf keine Ruhe. Er vertraut sich seinem großspurigen, aber nicht sehr intelligenten Kollegen Phil an und sie beschließen, den Handy-Besitzer im Krankenhaus aufzusuchen, um das Telefon und das damit verbundene Problem abzugeben. Dieser leugnet, dass ihm das Handy gehören würde und so begibt sich Sam mit Phil zu einem Treffen, das er bereits mit dem Entführer verabredet hatte, da er die Frau retten möchte. Als die beiden das Krankenhaus verlassen wollen, werden sie selbst entführt. Ungewollt geraten die beiden dabei immer stärker in ein Netz aus Verbrechen und Spionage.

## Hintergründe
Die Serie basiert auf einer Idee der Hauptdarsteller James Corden und Mathew Baynton, welche ebenfalls an dem Drehbuch beteiligt waren. Bei einem Gespräch während der Dreharbeiten zu der Serie Gavin & Stacey wunderten sich Hauptdarsteller Corden und Nebendarsteller Baynton darüber, dass niemand eine „große“ Serie wie 24 oder Lost mit einem humoristischen Einschlag realisiert. Weitere Inspiration war der Film Burn After Reading der Coen-Brüder, mit dem Motiv einfacher Leute, die sich plötzlich in einer ernsten Lage wiederfinden. Baynton: „Man denkt an die Action-Klischees, auf die man hinarbeitet, wie das Springen von einer Brücke auf einen fahrenden Zug. Was muss geschehen, damit ein Durchschnittsmensch diese außergewöhnliche Entscheidung trifft?“ „Das ist die Prämisse. Etwas muss getan werden, es ist nur die falsche Person, die es tut.“
Die falsche Schreibweise wurde laut Corden gewählt, um deutlich zu machen, dass es sich um eine Comedy-Serie handelt.

## Episodenliste

### Staffel 1
| Nummer (gesamt) | Nummer (Staffel) | Titel (Deutschland) | Erstausstrahlung (Deutschland) | Originaltitel  | Erstausstrahlung (UK) |
| --------------- | ---------------- | ------------------- | ------------------------------ | -------------- | --------------------- |
| 1               | 1                | The Wrong Mans      | 2. April 2015                  | The Wrong Mans | 24. September 2013    |
| 2               | 2                | Bad Mans            | 2. April 2015                  | Bad Mans       | 1. Oktober 2013       |
| 3               | 3                | Dead Mans           | 2. April 2015                  | Dead Mans      | 8. Oktober 2013       |
| 4               | 4                | Inside Mans         | 2. April 2015                  | Inside Mans    | 15. Oktober 2013      |
| 5               | 5                | Wanted Mans         | 2. April 2015                  | Wanted Mans    | 22. Oktober 2013      |
| 6               | 6                | Running Mans        | 2. April 2015                  | Running Mans   | 29. Oktober 2013      |

### Staffel 2
| Nummer (gesamt) | Nummer (Staffel) | Titel (Deutschland) | Erstausstrahlung (Deutschland) | Originaltitel | Erstausstrahlung (UK) |
| --------------- | ---------------- | ------------------- | ------------------------------ | ------------- | --------------------- |
| 7               | 1                |                     |                                | X Mans        | 22. Dezember 2014     |
| 8               | 2                |                     |                                | White Mans    | 22. Dezember 2014     |
| 9               | 3                |                     |                                | Action Mans   | 23. Dezember 2014     |
| 10              | 4                |                     |                                | Wise Mans     | 23. Dezember 2014     |

## DVD-Veröffentlichung
Im Vereinigten Königreich wurde die erste Staffel auf DVD und Blu-Ray am 4. November 2013 veröffentlicht.
Die zweite Staffel wurde am 26. Januar 2015 veröffentlicht.

## Kritiken
„Die Miniserie zeigt die mitunter komischen Konsequenzen auf, ohne ihren Handlungsstrang zu verlieren. Das liegt vor allem daran, dass Humor bei Baynton und Cordon - die beiden Schauspieler haben auch das Drehbuch geschrieben - nicht bloß schmückendes Beiwerk ist. Sie machen ihre britische Unbekümmertheit zu einem wesentlichen Teil der Story: Da werden Bösewichte zu Faxenmachern und Indizien zu Running Gags.“